# クリスフライヤーインターナショナルスプリント
クリスフライヤーインターナショナルスプリント（Krisflyer International Sprint）とはシンガポールターフクラブがクランジ競馬場の芝1200メートルで施行されていた競馬の競走（国際競走）である。
クリスフライヤー国際スプリントとも呼ばれる。

## 歴史
- 2001年
  - クリスフライヤースプリントという競走名でシンガポール国内G1及び国際G3に格付けされて創設。
  - フランスのアイアンマスクが優勝。シンガポールの国際レースで（同レースとシンガポール航空インターナショナルカップ）最年少優勝（3歳）の記録を樹立。
- 2003年 - 重症急性呼吸器症候群（通称：SARS）の流行により開催中止、以後2007年まで開催休止。
- 2008年
  - 競走名がクリスフライヤーインターナショナルスプリントに変更されて再開。
  - オーストラリアのテイクオーバーターゲットがシンガポールの国際レースで（同レースとシンガポール航空インターナショナルカップ）最年長優勝（9歳）の新記録を達成。2着に同じオーストラリアのマグナスが入り、同レース初の同一海外調教馬によるワンツーフィニッシュを達成。
- 2009年 - 10月3日付けで国際G1に認定される[1]。
- 2011年
  - 地元シンガポールのロケットマンが優勝。1位から5位まで地元シンガポール調教馬が独占（2着エクレールファーストパス、3着パーフェクトピンス、4着ゴーツィー、5着パワフルルーラー）し、地元馬による独占は同レース初。
  - グローバル・スプリント・チャレンジの構成競走となる[2]。
- 2014年 - 香港のラッキーナインが初の連覇を達成。
- 2015年 - この年を最後に廃止[3]。

## 歴代優勝馬
| 回数   | 施行日        | 調教国・優勝馬  | 日本語読み               | 性齢 | タイム  | 優勝騎手       | 管理調教師     |
| ------ | ------------- | --------------- | ------------------------ | ---- | ------- | -------------- | -------------- |
| 第1回  | 2001年5月12日 | Iron Mask       | アイアンマスク           | 牡3  | 1:09.80 | O.ドルーズ     | C.ヘッド       |
| 第2回  | 2002年5月11日 | North Boy       | ノースボーイ             | 騸4  | 1:09.00 | G.チャイルズ   | T.マッキヴォイ |
| 第3回  | 2008年5月18日 | Takeover Target | テイクオーバーターゲット | 騸9  | 1:08.82 | J.フォード     | J.ジャニアック |
| 第4回  | 2009年5月17日 | Sacred Kingdom  | セイクリッドキングダム   | 騸6  | 1:07.80 | B.プレブル     | P.イウ         |
| 第5回  | 2010年5月16日 | Green Birdie    | グリーンバーディー       | 騸7  | 1:09.62 | M.デュプレシス | C.フォウネス   |
| 第6回  | 2011年5月22日 | Rocket Man      | ロケットマン             | 騸5  | 1:09.14 | F.コーツィー   | P.ショウ       |
| 第7回  | 2012年5月20日 | Ato             | アトー                   | 牡4  | 1:10.57 | B.ヴォルスター | P.ショウ       |
| 第8回  | 2013年5月19日 | Lucky Nine      | ラッキーナイン           | 騸6  | 1:08.71 | B.プレブル     | C.フォウネス   |
| 第9回  | 2014年5月18日 | Lucky Nine      | ラッキーナイン           | 騸7  | 1:08.15 | B.プレブル     | C.フォウネス   |
| 第10回 | 2015年5月17日 | Aerovelocity    | エアロヴェロシティ       | 騸6  | 1:09.05 | Z.パートン     | P.オサリバン   |

## クリスフライヤーインターナショナルスプリントの記録
- 最高齢勝利 - 9歳（テイクオーバーターゲット）
- 最年長出走 - 10歳（テイクオーバーターゲット）
- 最年少勝利 - 3歳（アイアンマスク）
- 調教師での最多勝利 - 3勝（キャスパー・フォウネス（2010年、2013年、2014年））
- 騎手での最多勝利 - 3勝（ブレット・プレブル（2009年、2013年、2014年））
- レースレコード - 1分7秒80（セイクリッドキングダム（コースレコード））
- 最大着差 - 4馬身4分の3（第6回ロケットマン）

## 同レースによる地元・海外調教馬（同国馬のみ）によるワンツー・フィニッシュ
- 2008年 - 1着テイクオーバーターゲット 2着マグナス（オーストラリア）
- 2011年 - 1着ロケットマン 2着エクレールファーストパス（シンガポール）